# Le Valtin
Le Valtin (wym. [lə valtɛ̃]) – miejscowość i gmina we Francji, w regionie Grand Est, w departamencie Wogezy.
Według danych na rok 1990 gminę zamieszkiwało 101 osób, a gęstość zaludnienia wynosiła 5 osób/km² (wśród 2335 gmin Lotaryngii Le Valtin plasuje się na 944. miejscu pod względem liczby ludności, natomiast pod względem powierzchni na miejscu 168.).